# Млодзейовські
Млодзейо́вські (пол. Młodziejowski, Młodziejowscy) — польські шляхетські роди.

## ГербуКораб
Походить із Познанського воєводства. Родинне гніздо — Млодзеюв у Пиздирському повіті.
- Яцек (†1604) — підскарбій надвірний коронний
- Станіслав (†1743)
  - Анджей Миколай Станіслав Млодзейовський (1717–1780) — єпископ познанський, великий канцлер коронний.

## ГербуСліповрон
Походить із Сандомирського воєводства. Родинне гніздо — седо Млодзейовиці.

## Гербу Стариконь
- Станіслав (†перед 1515) — староста генеральний краківський з 18 травня 1495, каштелян радомський, походив з родини Шафранців, що дідичила на Млодзейовічах.
- Ян — молодший брат Станіслава.